# Kolyma
Die Kolyma (russisch Колыма; jakutisch Халыма (Chalyma)) ist ein Strom im russischen Föderationskreis Ferner Osten im Nordosten Sibiriens. Er mündet in die Ostsibirische See, ein Randmeer des Arktischen Ozeans. Nominell ist er 2129 km lang, hydrologisch mit seinem Quellfluss Kulu sogar 2513 km. Die Kolyma fließt durch drei Rajons der Oblast Magadan und die drei östlichsten Ulusse der Republik Sacha (Jakutien).

## Verlauf
Das Einzugsgebiet des Flusses hat eine Größe von 647.000 km². Die Wasserführung der Kolyma am Unterlauf bei Kolymskoje schwankt zwischen Minimalwerten im Winter, wenn sie bis in die Tiefe zugefroren ist (30,6 m³/s im April 1979) und Spitzenwerten in den kurzen Sommern, wenn der Dauerfrostboden oberflächlich auftaut (26.201 m³/s im Juni 1985). Mitte Oktober, seltener Ende September, friert die Kolyma vollständig zu und taut in der zweiten Maihälfte bis in den Juni hinein auf. Das Brechen des Eises dauert zwei bis 18 Tage, begleitet von massivem Eisgang und Eisstau. Die jährliche Sedimentfracht beträgt 5,5 Millionen Tonnen.
Die Kolyma entspringt nicht im Kolymagebirge, sondern an der Nahtstelle zwischen dem Tscherskigebirge und dem Suntar-Chajata-Gebirge. Ihr Hauptquellfluss Kulu entsteht an der Nordostflanke des Suntar-Chajata-Gebirges. Zwei weitere Quellflüsse entspringen am Südrand des Hochlands von Oimjakon auf der Südabdachung der Hauptverbindungs-Bergkette zwischen den eben genannten Hochgebirgen.
Oberhalb von Debin, wo die Fernstraße R504 Kolyma (traditionell auch als Kolymatrakt oder Kolymatrasse bezeichnet) von Magadan über Ust-Nera nach Jakutsk auf der ersten von zwei Brücken den Fluss quert, wurde die Kolyma durch Staudamm mit dem Kolyma-Wasserkraftwerk zu einem Stausee aufgestaut. Ab hier ist sie mit kleineren Schiffen zu befahren. Die zweite Brücke steht bei Ust-Srednekan, wo sich ein Hafen (insbesondere für die Kohleverschiffung) befindet. Von dort an ist die Kolyma auch für größere Kähne schiffbar.
Von dort aus fließt die Kolyma zuerst ein kleines Stück in Richtung Südosten, um am Ende des Tscherskigebirges und an der Südseite des Pik Aborigen in Richtung Nordosten abzuknicken. Fortan fließt sie nordöstlich des goldreichen Kolymagebirges weiter in Richtung Nordosten. Dann tritt der Flusslauf – nordwestlich dem Jukagirenplateau entlang fließend – in das sumpfige Ostsibirische Tiefland ein, in welchem er weiterhin in Richtung Nordosten verläuft. Westlich des Anjuigebirges mündet der Fluss im Kolyma-Tiefland mit einem 150 km breiten und 100 km langen Mündungsdelta, in dem die beiden Hauptarme jeweils einen etwa gleich langen Ästuar ausbilden, in die Ostsibirische See.
Verwaltungsmäßig haben nominell sechs, hydrologisch sogar sieben Rajons Anteil am Flusslauf: Der größte Quellfluss Kulu entspringt im Norden des Rajons Ochotski der Region Chabarowsk. Das übrige Quellgebiet mit dem Quellfluss Ajan-Jurjach liegt im Westen des Rajons Sussumanski der Oblast Magadan. Aus diesem fließt sie in den Rajon Jagodninski mit dem Ort Debin an der Fernstraße R504 Kolyma. Als dritten Rajon der Oblast durchfließt sie den Rajon Srednekanski und erreicht dann die Republik Sacha. Dort fließt sie durch den Ulusse Werchnekolymski und den Srednekolymski und erreicht im Nischnekolymski (wörtlich entsprechend „Ober-“, „Mittel-“ und „Unter-Kolyma-Ulus“) das Meer.

## Schifffahrt
Die Schifffahrt auf der Kolyma ist etwa von Juni bis Oktober möglich. Dann kann sie auf einer Länge von etwa 2000 km mit Binnenschiffen befahren werden und dient in dieser Zeit der Versorgung der nördlichen Gebiete.

## Stauseen
Im Kolyma-Hydrosystem werden 3325 Millionen kWh jährlich gewonnen (1970–1996).

## Nebenflüsse
Der größte und längste Nebenfluss der Kolyma ist der von rechts in den Unterlauf einmündende aus dem Kolymagebirge kommende Omolon.
Weitere bedeutende Nebenflüsse sind (in Reihenfolge von der Quelle zur Mündung):
- von rechts: Bachaptscha, Bujunda, Balygytschan, Sugoi, Korkodon, Berjosowka und Anjui (mit Großem und Kleinem Anjui)
- von links: Popowka, Jassatschnaja, Syrjanka, Oschogina und Sededema

## Landschaftsbild
Die Landschaft an der Kolyma wird von den borealen Nadelwäldern der Taiga beherrscht, die in Richtung Küste in die Waldtundra und Tundra übergeht. In den zuletzt genannten, kältesten bewohnten Klimazonen der Erde können sich wegen des Permafrosts und des nur geringen Wassergehalts im Boden keine hohen Pflanzen, wie Bäume, entwickeln, sondern es herrschen Flechten, Moose, Sträucher und Farne vor.

## Straflager des Gulag

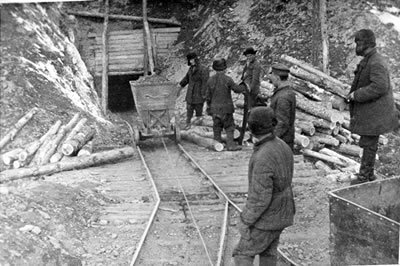
Gulag-Sträflinge in einer Goldmine an der Kolyma (1934)

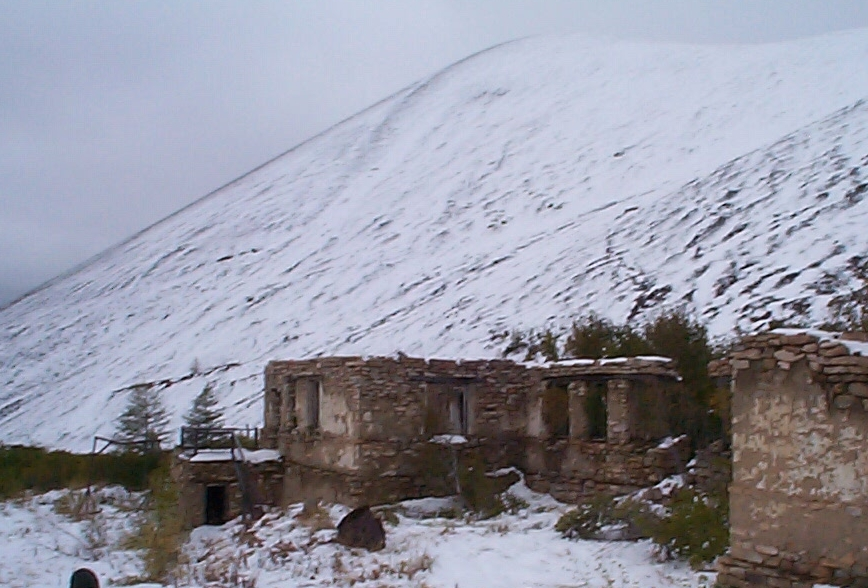
Ruinen von ehemaliger Zinnmine und Lager Butugycheg (2007)

Insbesondere an den Oberlauf-Ufern der Kolyma und im dortigen Kolymagebirge und Tscherskigebirge befanden sich bis 1987 mehrere Arbeitslager, in denen über viele Jahrzehnte Hunderttausende Strafgefangene unter menschenunwürdigen Bedingungen in der eisigen arktischen Kälte vor allem nach Gold schürfen mussten; dies geschah sowohl im Tagebau als auch unter Tage. Diese Gefangenen kamen nicht nur aus der Sowjetunion: Viele Kriegsgefangene des Zweiten Weltkriegs trafen dort nach Hunderte Kilometer langen Fußmärschen in der eisigen Kälte ein und verbrachten Jahre oder auch Jahrzehnte in den sibirischen Bergen, um Gold, Zinn oder Uran ans Tageslicht zu befördern.
Das große Lagersystem, das in den Dalstroi-Komplex eingebettet war und zum System des Gulag gehörte, umfasste viele unterschiedlich große Besserungsarbeitslager (ITL) – vor allem das SewWostLag – sowie das Sonderlager des MWD BerLag.
In seinen Kolyma-Geschichten setzte Warlam Schalamow dieser Epoche der russischen Geschichte ein literarisches Denkmal. Der Schriftsteller Georgi Demidow war 14 Jahre im Straflager zusammen mit Schalamow inhaftiert. Auch Jewgenija Ginsburg (Gratwanderung) berichtet von ihrem Leben im Gulag-System der Region während der 1940er Jahre. Und Alexander Solschenizyn beginnt seinen autobiografischen Bericht Der Archipel Gulag mit einem dem Thema Kolyma gewidmeten Prolog.